# Saison 2014 de l'équipe cycliste Veranclassic-Doltcini
La saison 2014 de l'équipe cycliste Veranclassic-Doltcini est la quatrième de cette équipe.

## Préparation de la saison 2014

### Arrivées et départs
| Arrivées                  | Équipe 2013               |
| ------------------------- | ------------------------- |
| Fabien Bacquet            | BigMat-Auber 93           |
| Steve Bekaert             | Burgos BH-Castilla y León |
| Giorgio Brambilla         | Atlas Personal-Jakroo     |
| Gilles Devillers          | Crelan-Euphony            |
| Serge Dewortelaer         | Color Code-Biowanze       |
| Denis Flahaut             | Colba-Superano Ham        |
| Tom Goovaerts             | 3M                        |
| Cameron Karwowski         | 3M U23                    |
| Martijn Keizer            | Vacansoleil-DCM           |
| Wouter Mol                | Vacansoleil-DCM           |
| Rick Ottema               | De Rijke-Shanks           |
| Sébastien Rosseler        | Garmin-Sharp              |
| Hamish Schreurs           | Benchmark Homes           |
| Joeri Stallaert           | Crelan-Euphony            |
| Yu Takenouchi             | Colba-Superano Ham        |
| Francesco Van Coppernolle | Ventilair-Steria          |
| Frederik Vandewiele       | Ventilair-Steria          |
| Sascha Weber              | Differdange-Losch         |

| Départs                | Équipe 2014                |
| ---------------------- | -------------------------- |
| Kenzie Boutté          | Douchy-Thalassa            |
| Henryk Cardoen         | Douchy-Thalassa            |
| Erwin De Kerf          |                            |
| Daniel Dominguez       | Andalucía-PC Trebujena     |
| Martial Gène           |                            |
| Chris Jory             |                            |
| Maniusis Martynas      | Cibel                      |
| Michael Nicolson       | Starley Primal             |
| Kevin Suarez           | Differdange-Losch          |
| Jake Tanner            | Christina Watches-Kuma     |
| Rick van Caldenborgh   |                            |
| Mathias Van Holderbeke | Cibel                      |
| Gert-Jan Van Immerseel | Royal Antwerp Bicycle Club |
| Thomas Vernaeckt       | Asfra Racing Oudenaarde    |

## Déroulement de la saison

### Début de Saison
L'équipe évoluant dans la catégorie continentale, elle est donc tributaire d'une invitation pour chacune des épreuves à laquelle elle souhaite participer et ne peut pas prendre part aux épreuves du calendrier UCI World Tour. Cependant, cette formation dispose d'un calendrier des plus satisfaisants puisqu'elle est au départ de nombreuses courses d'importances sur le calendrier cycliste. 
L'équipe Veranclassic-Doltcini commence sa saison lors de la classique Kuurne-Bruxelles-Kuurne, lors du week-end d'ouverture en Belgique, cependant, seul Joeri Stallaert termine l'épreuve, à une anecdotique 79e place. Quelques jours plus tard, l'équipe se rend en Wallonie pour la première épreuve de la saison dans la région à l'occasion du Samyn, remporté par Maxime Vantomme. Le mieux classé de l'équipe est toujours Joeri Stallaert, 38e à l'arrivée à Dour. La formation Veranclassic-Doltcini se rend ensuite sur les routes des Trois jours de la Flandre-Occidentale. Sébastien Rosseler est le coureur le mieux placé à l’issue du prologue remporte par Gert Jõeäär où il prend la 29e place à 29 secondes du vainqueur. Seuls deux coureurs de l'équipe figurent au classement général final de l'épreuve : Gorik Gardeyn, 76e et Joeri Stallaert, 111e. Vient ensuite la Nokere Koerse où l'Italien Giorgio Brambilla est le meilleur coureur de l'équipe, terminant l'épreuve à la 27e place. Deux jours plus tard, l'équipe se rendait en Flandre-Occidentale à l'occasion de la Handzame Classic où Joeri Stallaert prit une satisfaisante 10e place au terme d'un sprint remporté par Luka Mezgec. Pendant ce temps, une partie de l'équipe était en France à l'occasion de la Classic Loire-Atlantique et de Cholet-Pays de Loire. Les deux manches de la Coupe de France ne furent pas un grand succès pour l'équipe puisque seuls Rick Ottema (72e) et Serge Dewortelaer (78e) viennent à bout de la première épreuve du week-end alors que Tom Goovaerts (39e) et Giorgio Brambilla (50e) sont les deux seuls représentants de Veranclassic-Doltcini à l'arrivée le lendemain.

### Avril-Mai, les premiers résultats

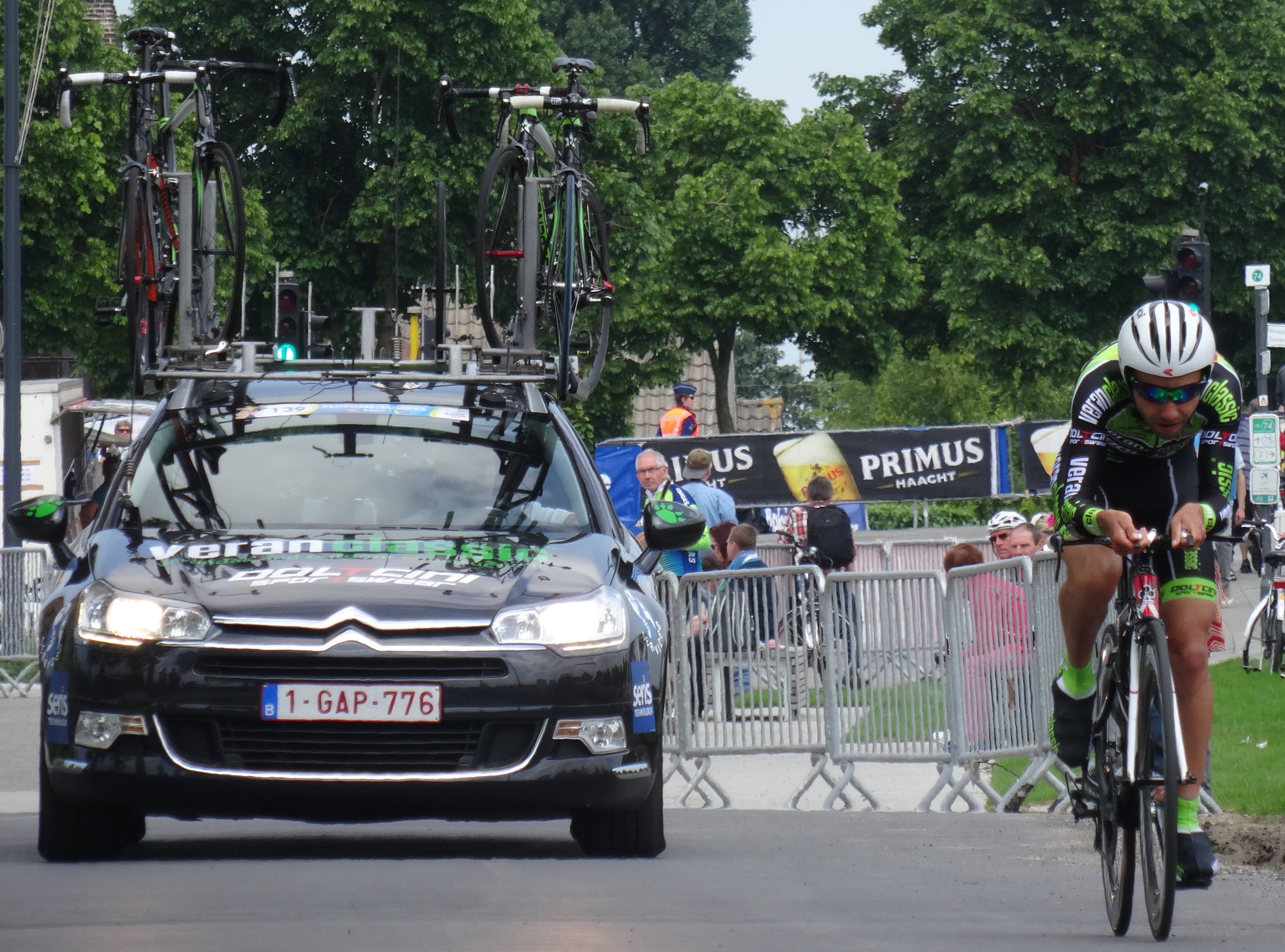
Serge Dewortelaer sur le Tour de Belgique 2014.

En avril, l'équipe est sélectionnée pour participer à la 38e édition des Trois Jours de La Panne, une épreuve classée 2.HC au calendrier UCI Europe Tour. La meilleure performance de l'équipe ici est une 16e place de Giorgio Brambilla lors de la troisième étape. L'équipe enchaine ensuite avec le Triptyque des Monts et Châteaux, une épreuve 2.2 réputée pour révéler les nouveaux talents. Au cours de cette épreuve, Serge Dewortelaer se distingue en étant particulièrement offensif et termine deuxième du classement du meilleur grimpeur alors que son coéquipier Joeri Stallaert termine lui 11e du classement général. Le 12 avril, l'équipe se rend au Grand Prix Pino Cerami, épreuve 1.1 remportée au sprint par Alessandro Petacchi alors que Joeri Stallaert vient prendre une satisfaisante 8e place, le meilleur résultat de la saison pour l'équipe sur une épreuve de l'UCI Europe Tour. Quelques jours plus tard, l'équipe est invitée au départ du Grand Prix de Denain, épreuve chère à son sprinter Denis Flahaut qui n'a cependant pas couru depuis une chute sur une course aux Pays-Bas courant mars. Le coureur le mieux classé au terme de cette épreuve est Giorgio Brambilla qui termine 22e du sprint dominé par Nacer Bouhanni. L'équipe se rend ensuite sur les routes du Tro Bro Leon où aucun coureur de l'équipe ne termine l'épreuve. Pendant ce temps, une autre partie de l'équipe est en Allemagne à l'occasion du Tour de Cologne où Wouter Mol termine 19e d'une épreuve remportée par Sam Bennett. 
Notons également les victoires sur des courses régionales en ce mois d'avril. Francesco Van Coppernolle s'est imposé à Evergem le 10 avril, Joeri Stallaert a gagné à Wieze le 22 avril puis à Herzele le lendemain. Enfin, Tom Goovaerts s'est imposé à Zelzate le 27 avril.
En mai, l'équipe se rend sur les routes du Grand Prix de la Somme qui marque la reprise de la compétition pour Fabien Bacquet. Sascha Weber est le mieux classé de l'équipe puisqu'il termine 19e d'un sprint dominé par Yauheni Hutarovich. Quelques jours plus tard, l'équipe prend part aux Quatre Jours de Dunkerque où l'équipe se veut offensive puisque Wouter Mol est échappé lors de la première étape. Le lendemain, c'est Gorik Gardeyn qui figure dans l'échappée du jour alors que Sascha Weber vient chercher une très belle 4e au sprint à Orchies au terme d'une étape courue sous la pluie et sur les pavés. Toujours sur les Quatre jours de Dunkerque, Wouter Mol est échappé lors de la dernière étape et termine lui aussi 4e, quelques secondes devant le peloton. À l'occasion du Paris-Arras Tour, Joeri Stalaert signe une honorable 11e place lors de la 2e étape de l'épreuve. L'équipe se rend ensuite sur le Tour de Belgique. Le coureur allemand Sascha Weber prend la 9e place au sprint lors de la première étape de cette épreuve sur une étape remportée par Tom Boonen devant André Greipel. Lors de la 2e étape c'est le belge Gorik Gardeyn qui tente sa chance dans les trois derniers kilomètres de l'étape mais qui se fait malheureusement rejoindre peu avant la ligne d'arrivée. La 3e étape de ce Tour de Belgique étant un contre-la-montre individuel, il faut attendre le 4e jour de course pour revoir les hommes de Geoffrey Coupé à l'attaque avec Serge Dewortelaer qui est présent dans l'échappée du jour sur cette étape dessinée autour des Lacs de l'Eau d'Heure. Enfin la dernière étape verra l'échappée une nouvelle fois de Gorik Gardeyn, présent à l'avant toute la journée.
Notons également les victoires sur les courses régionales en ce mois de mai. Serge Dewortelaer s'est imposé à Harchies le 1er mai tandis que Joeri Stallaert a remporté le Championnat des Flandres Occidentales le 4 mai.

## Juin, sur une bonne dynamique
En juin, l'équipe participe aux Boucles de la Mayenne, épreuve sur laquelle Serge Dewortelaer se montre particulièrement offensif, ce qui lui vaudra de porter le maillot de meilleur grimpeur de l'épreuve une journée. C'est ensuite sur la Ronde de l'Oise qui l'équipe viendra s'exprimer avec un nouveau Top 10 et une belle 9e place lors de la 3e étape pour Sascha Weber. Cameron Karwowski et Francesco Van Coppernolle prennent respectivement les 11e et 12e place sur la Kermesse professionnelle de Ruddervoorde à la veille de Halle-Ingooigem. Lors des différents Championnats nationaux, le meilleur résultat est à mettre à l'actif de Darijus Džervus qui prend la 2e place du championnat de Lituanie sur route.
Notons également le titre de Champion de Wallonie acquis par Gilles Devillers le 1er juin à Beauraing tandis que Serge Dewortelaer allait lui s'imposer à Grandglise le 14 juin.

## Coureurs et encadrement technique

### Effectif

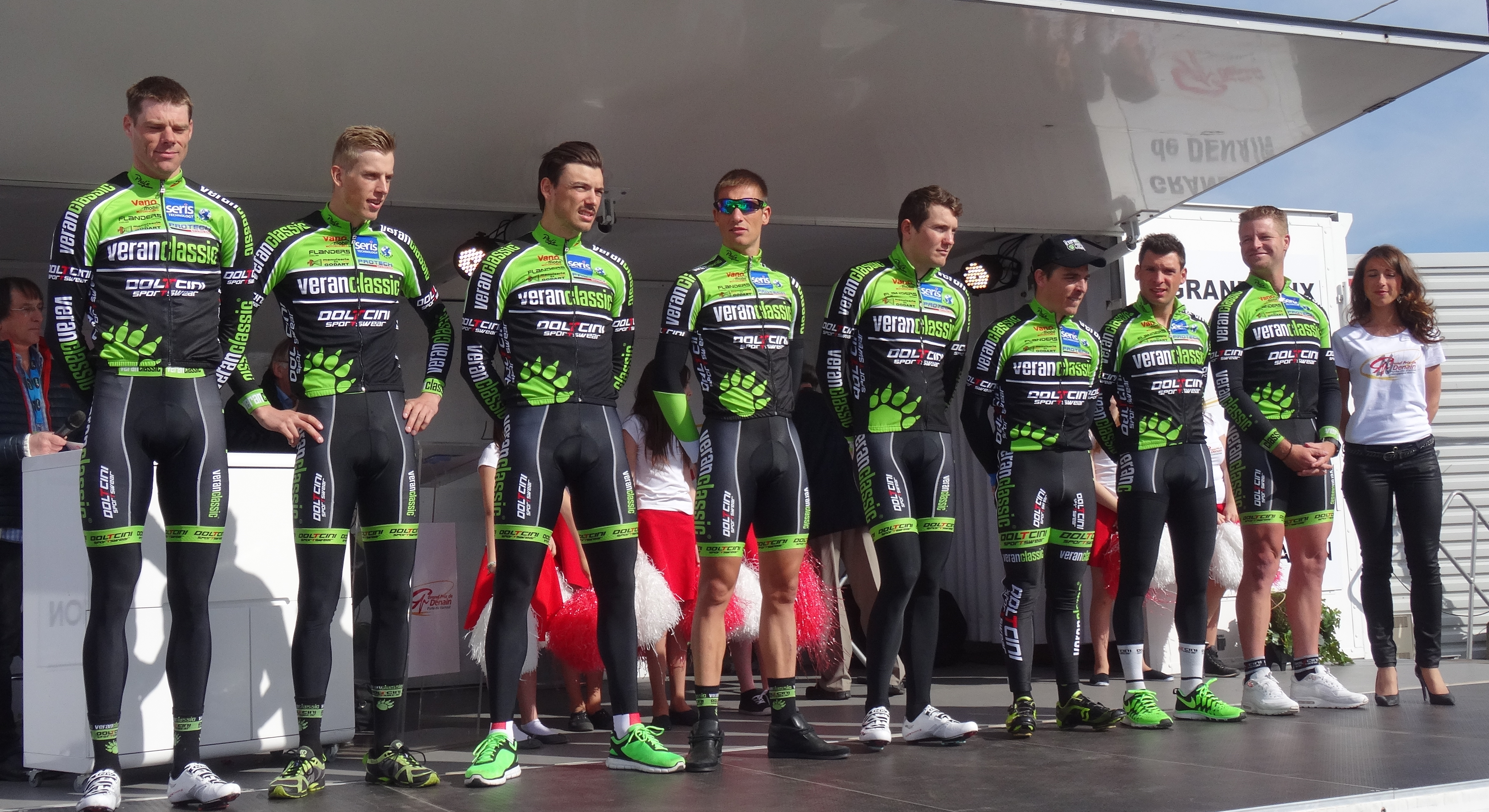
Wouter Mol, Rick Ottema, Giorgio Brambilla, Joeri Stallaert, Darijus Džervus, Denis Flahaut, Sascha Weber et Sébastien Rosseler lors du Grand Prix de Denain 2014.

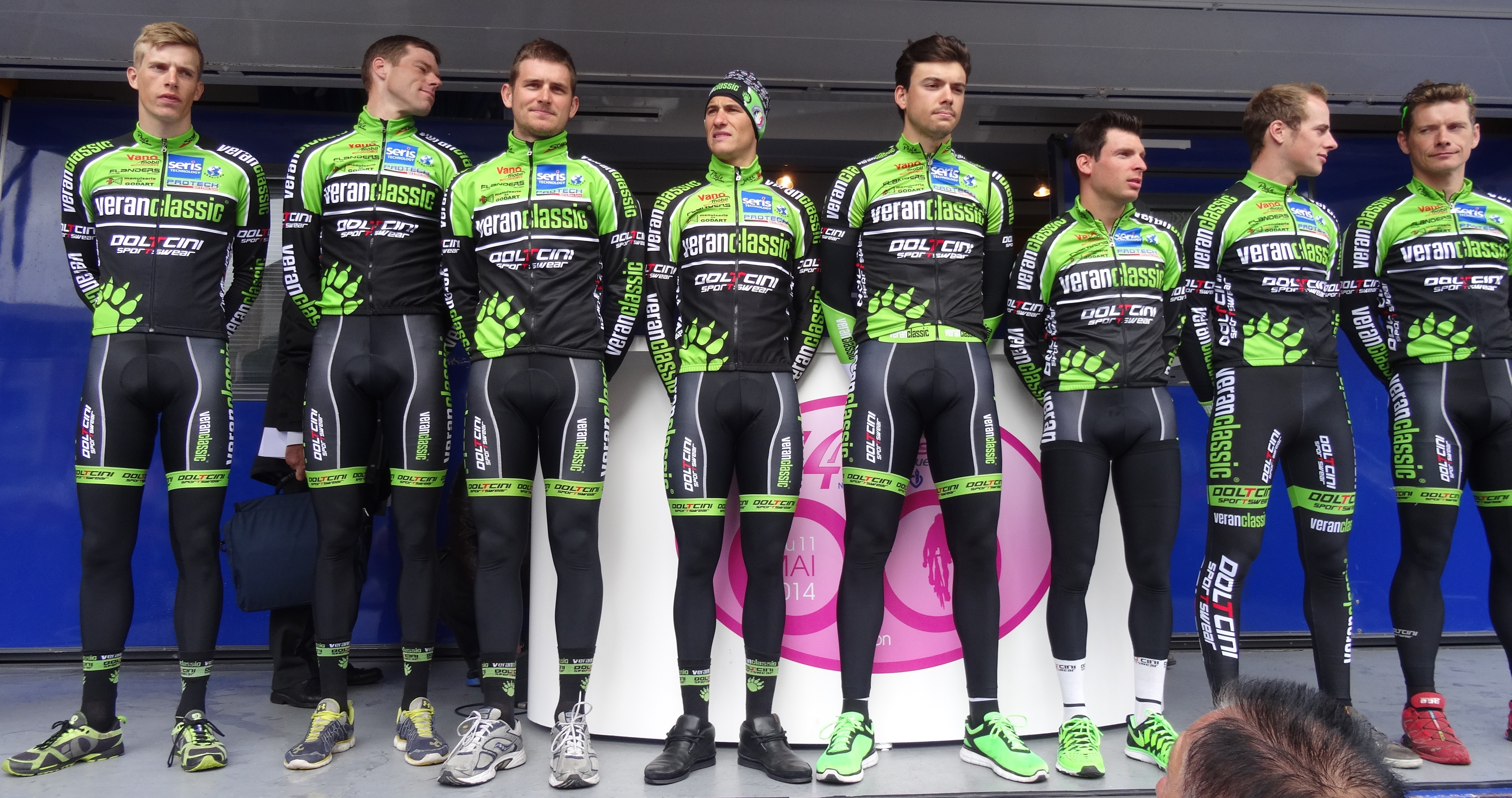
Rick Ottema, Wouter Mol, Cameron Karwowski, Joeri Stallaert, Giorgio Brambilla, Sascha Weber, Tom Goovaerts et Gorik Gardeyn lors des Quatre Jours de Dunkerque 2014.

| Cycliste                  | Date de naissance  | Nationalité      | Équipe 2013                 |
| ------------------------- | ------------------ | ---------------- | --------------------------- |
| Fabien Bacquet            | 28 février 1986    | France           | BigMat-Auber 93             |
| Steve Bekaert             | 26 décembre 1990   | Belgique         | Burgos BH-Castilla y León   |
| Giorgio Brambilla         | 19 septembre 1988  | Italie           | Atlas Personal-Jakroo       |
| Gilles Devillers          | 12 février 1985    | Belgique         | Crelan-Euphony              |
| Serge Dewortelaer         | 28 octobre 1991    | Belgique         | Color Code-Biowanze         |
| Darijus Džervus           | 20 juillet 1990    | Lituanie         | Doltcini-Flanders           |
| Denis Flahaut             | 28 novembre 1978   | France           | Colba-Superano Ham          |
| Gorik Gardeyn             | 17 mars 1980       | Belgique         | Doltcini-Flanders           |
| Patrick Gaudy             | 9 mars 1977        | Belgique         |                             |
| Tom Goovaerts             | 3 juillet 1988     | Belgique         | 3M                          |
| Cameron Karwowski         | 3 avril 1991       | Nouvelle-Zélande | 3M U23                      |
| Martijn Keizer            | 25 mars 1988       | Pays-Bas         | Vacansoleil-DCM             |
| Wouter Mol                | 25 mars 1988       | Pays-Bas         | Vacansoleil-DCM             |
| Rick Ottema               | 25 juin 1992       | Pays-Bas         | De Rijke-Shanks             |
| Sébastien Rosseler        | 15 juillet 1981    | Belgique         | Garmin-Sharp                |
| Bob Schoonbroodt          | 12 février 1991    | Pays-Bas         | De Rijke                    |
| Hamish Schreurs           | 23 janvier 1994    | Nouvelle-Zélande | Benchmark Homes             |
| Joeri Stallaert           | 25 janvier 1991    | Belgique         | Crelan-Euphony              |
| Yu Takenouchi             | 1er septembre 1988 | Japon            | Colba-Superano Ham          |
| Francesco Van Coppernolle | 16 avril 1991      | Belgique         | Ventilair-Steria            |
| Frederik Vandewiele       | 11 février 1991    | Belgique         | Ventilair-Steria            |
| Kevin Verwaest            | 6 janvier 1989     | Belgique         | Doltcini-Flanders           |
| Sascha Weber              | 23 février 1988    | Allemagne        | Differdange-Losch           |
| Stagiaire                 | Date de naissance  | Nationalité      | Équipe 2014                 |
| Gianni Bossuyt            | 13 mai 1994        | Belgique         | Baguet-MIBA Poorten-Indulek |
| Alessandro Soenens        | 1er décembre 1993  | Belgique         | BCV Works-Soenens           |

Portraits
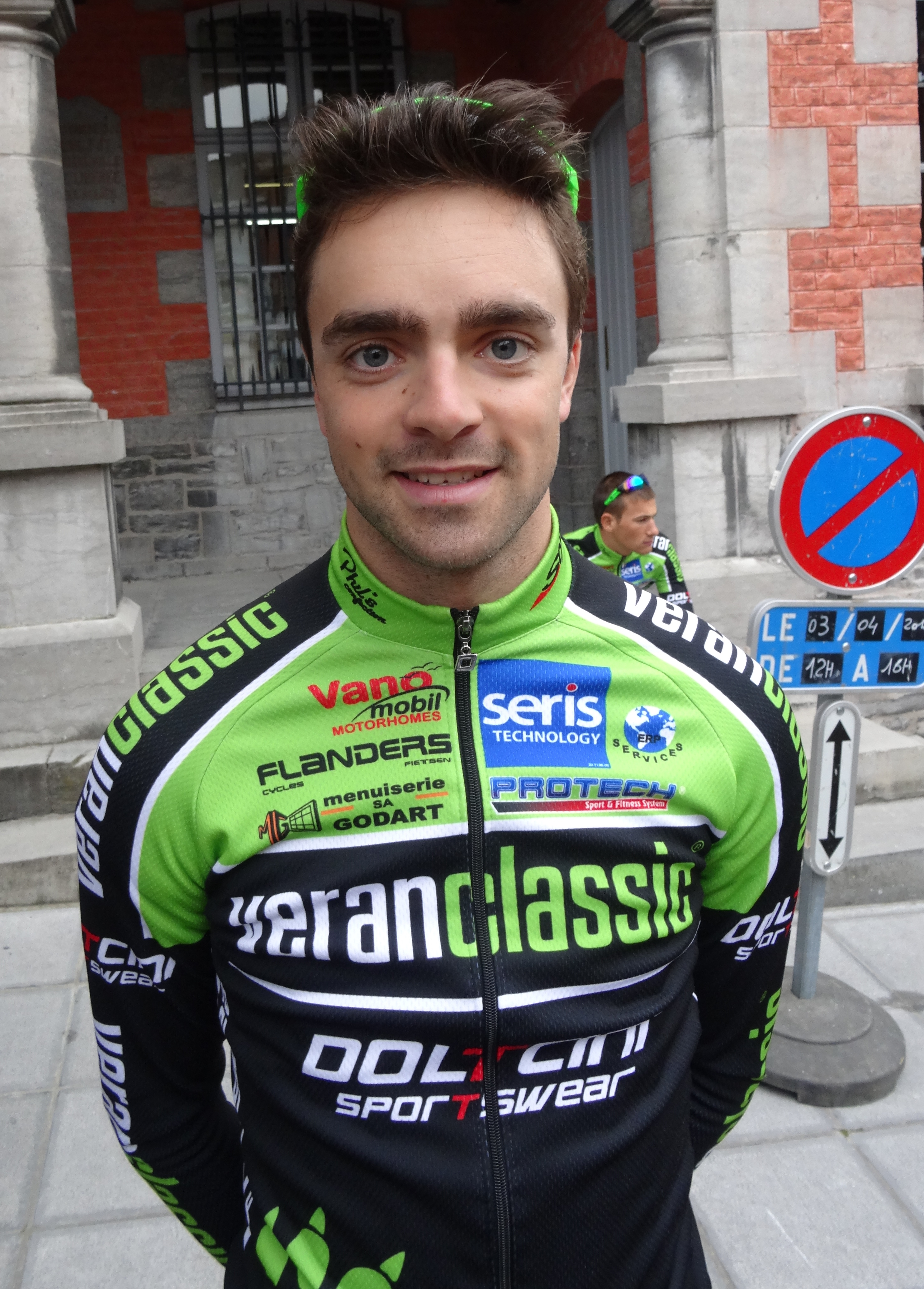
Steve Bekaert.
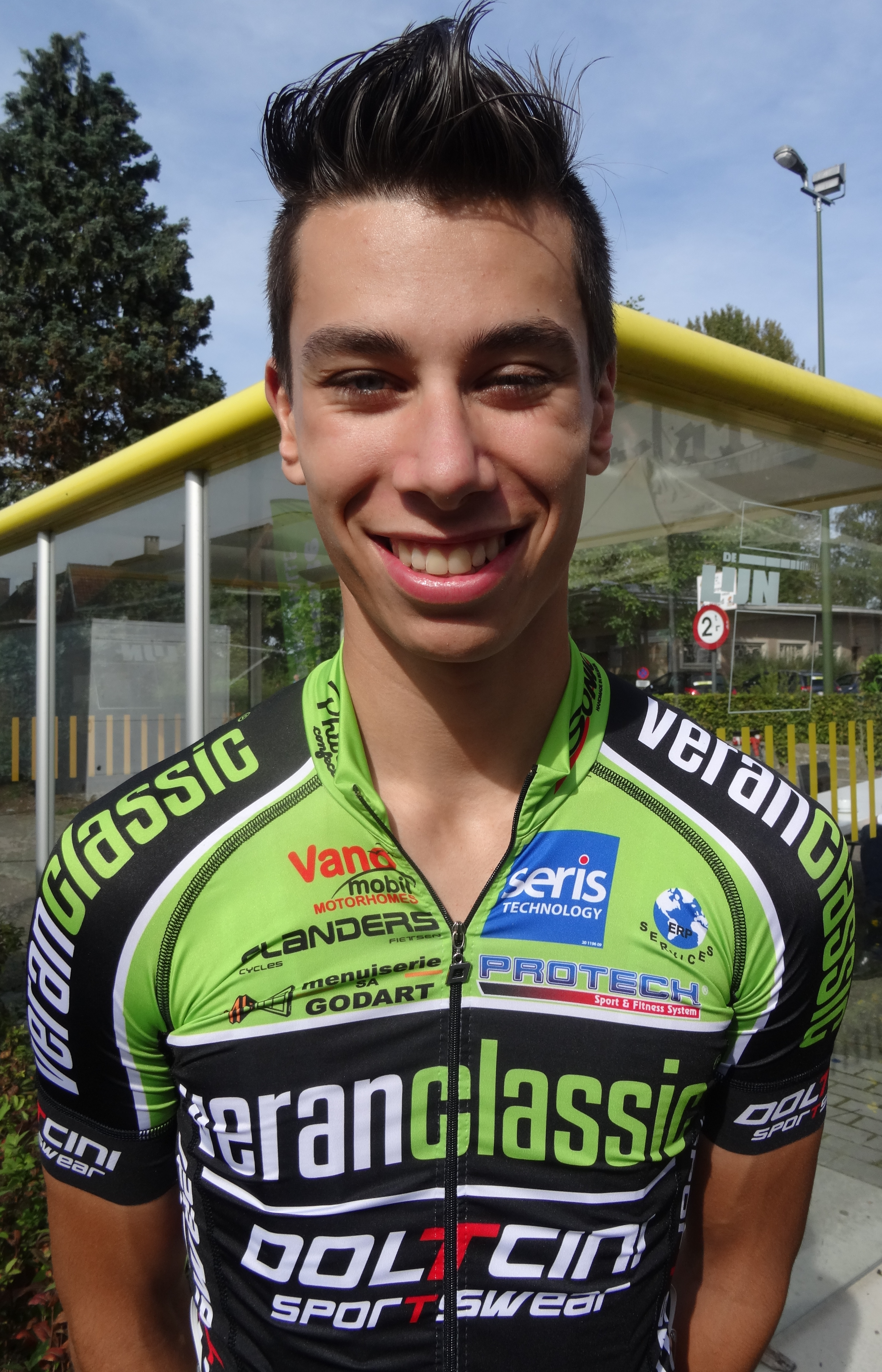
Gianni Bossuyt.
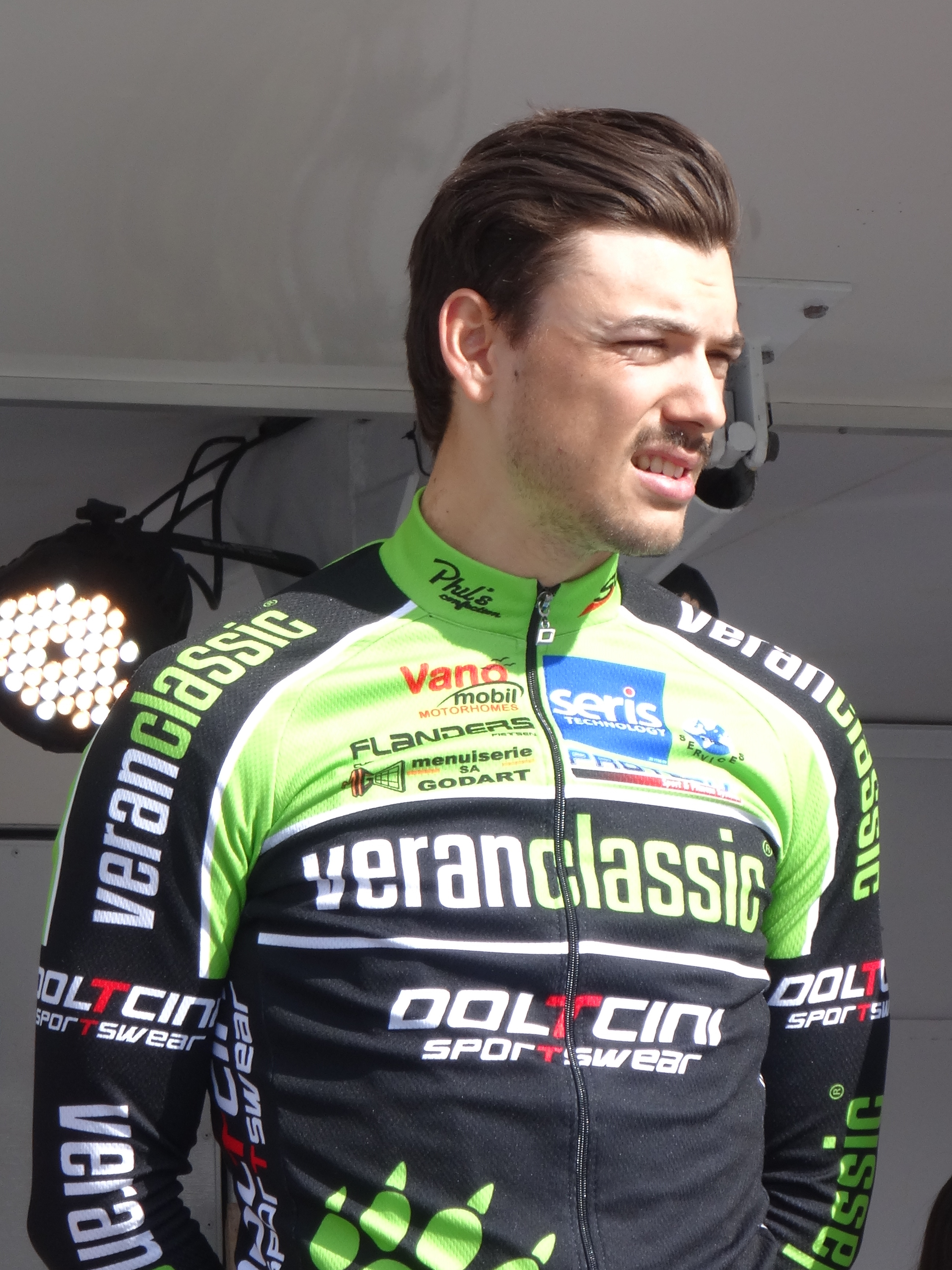
Giorgio Brambilla.
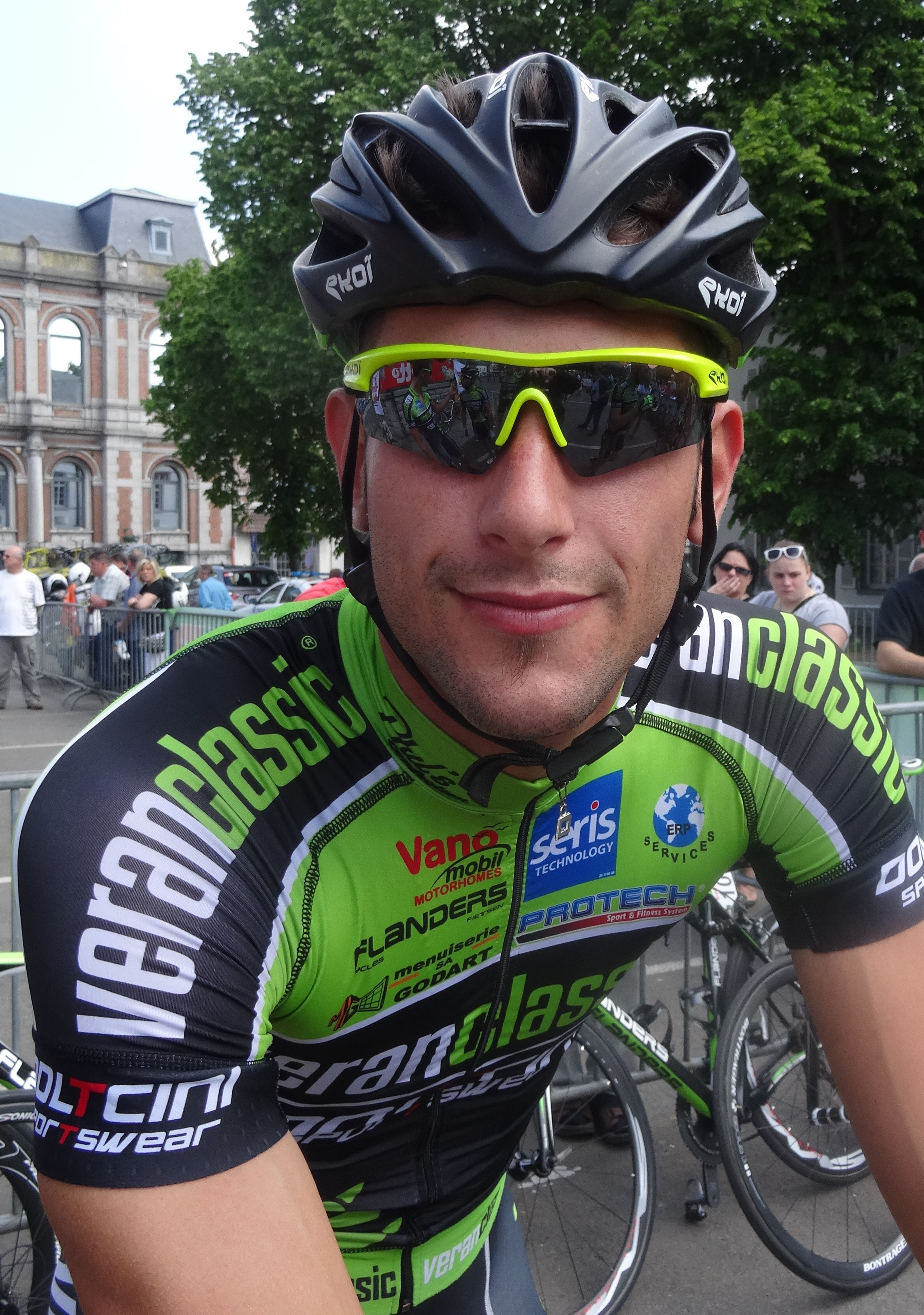
Gilles Devillers.
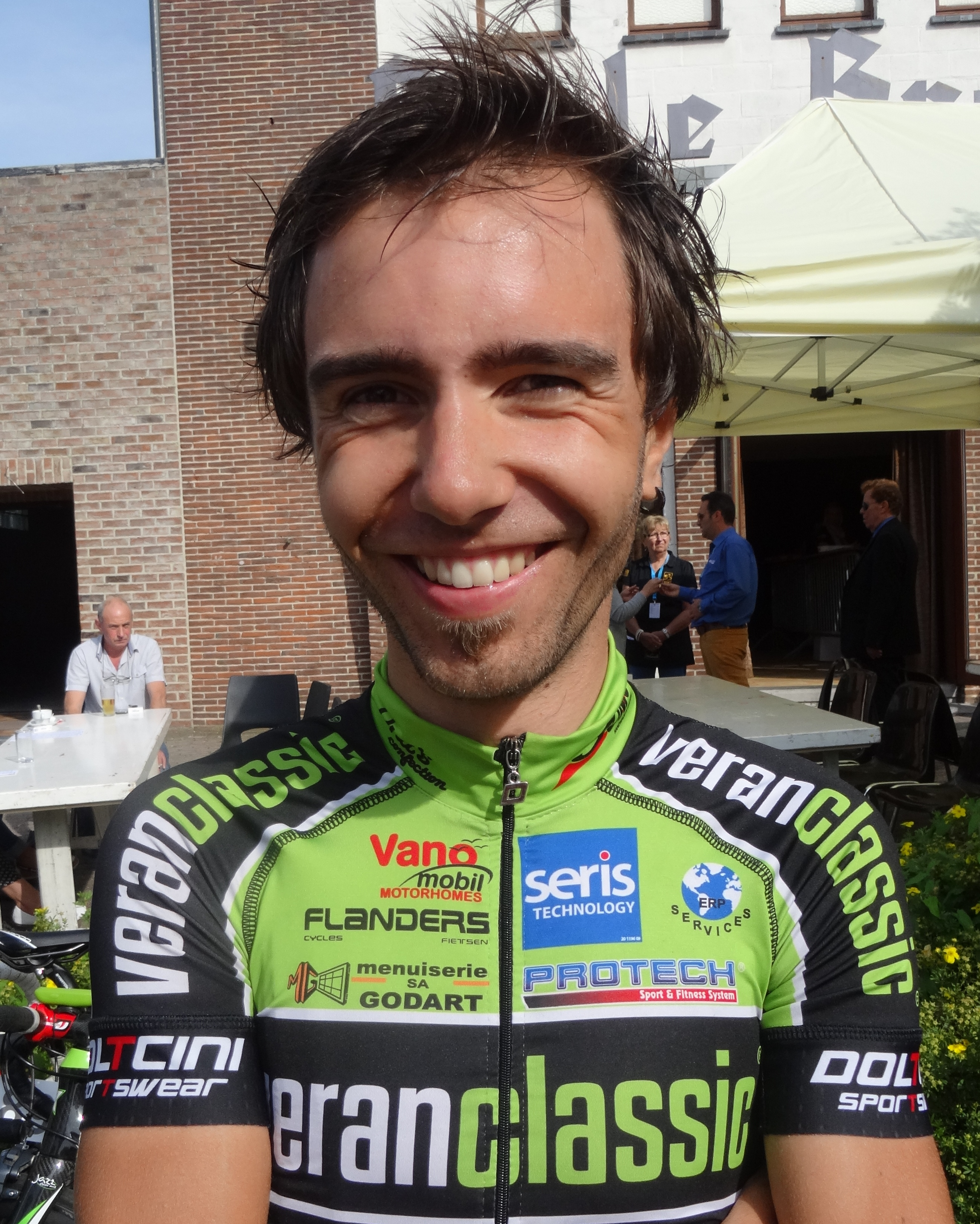
Serge Dewortelaer.
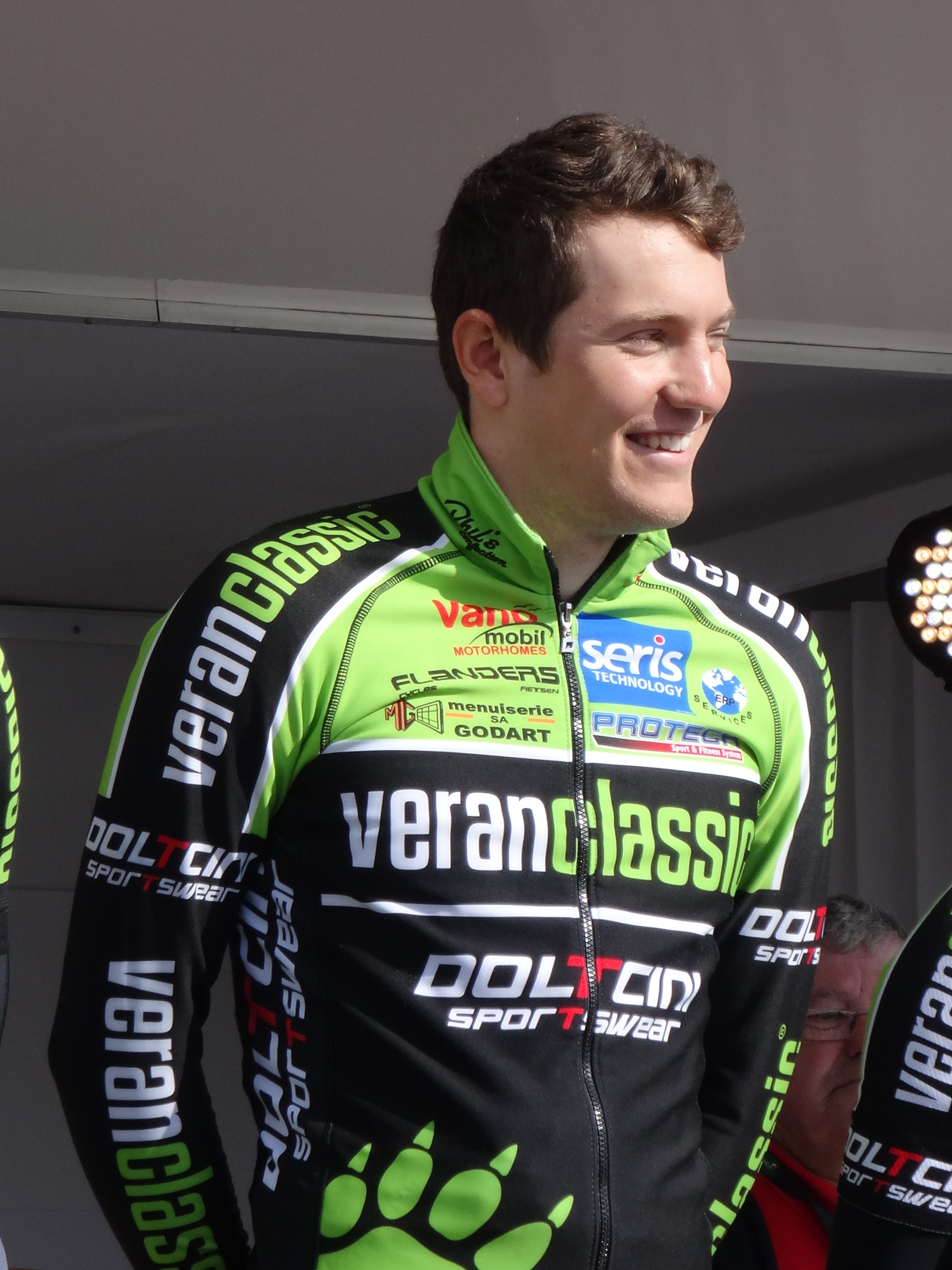
Darijus Džervus.
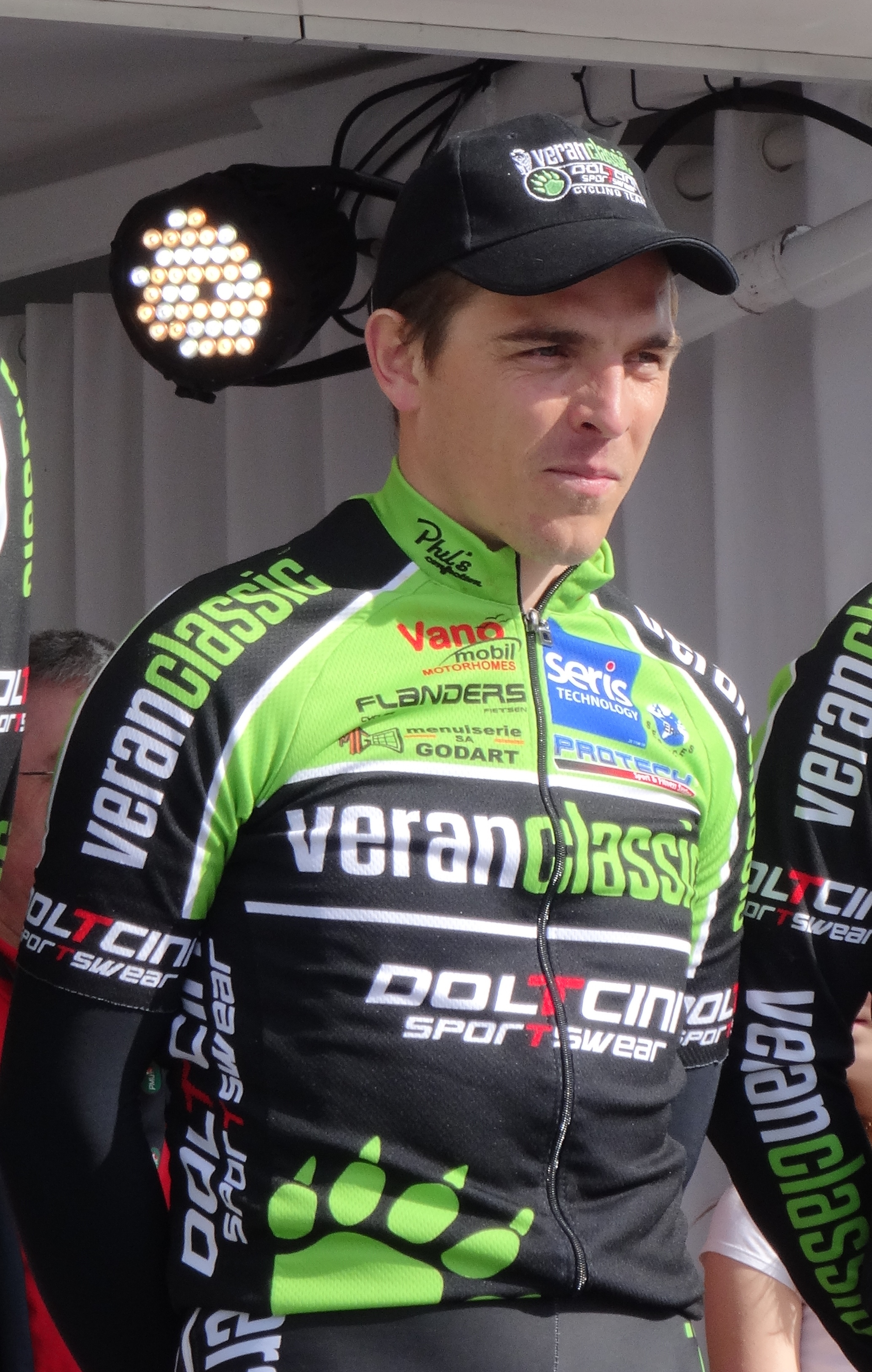
Denis Flahaut.
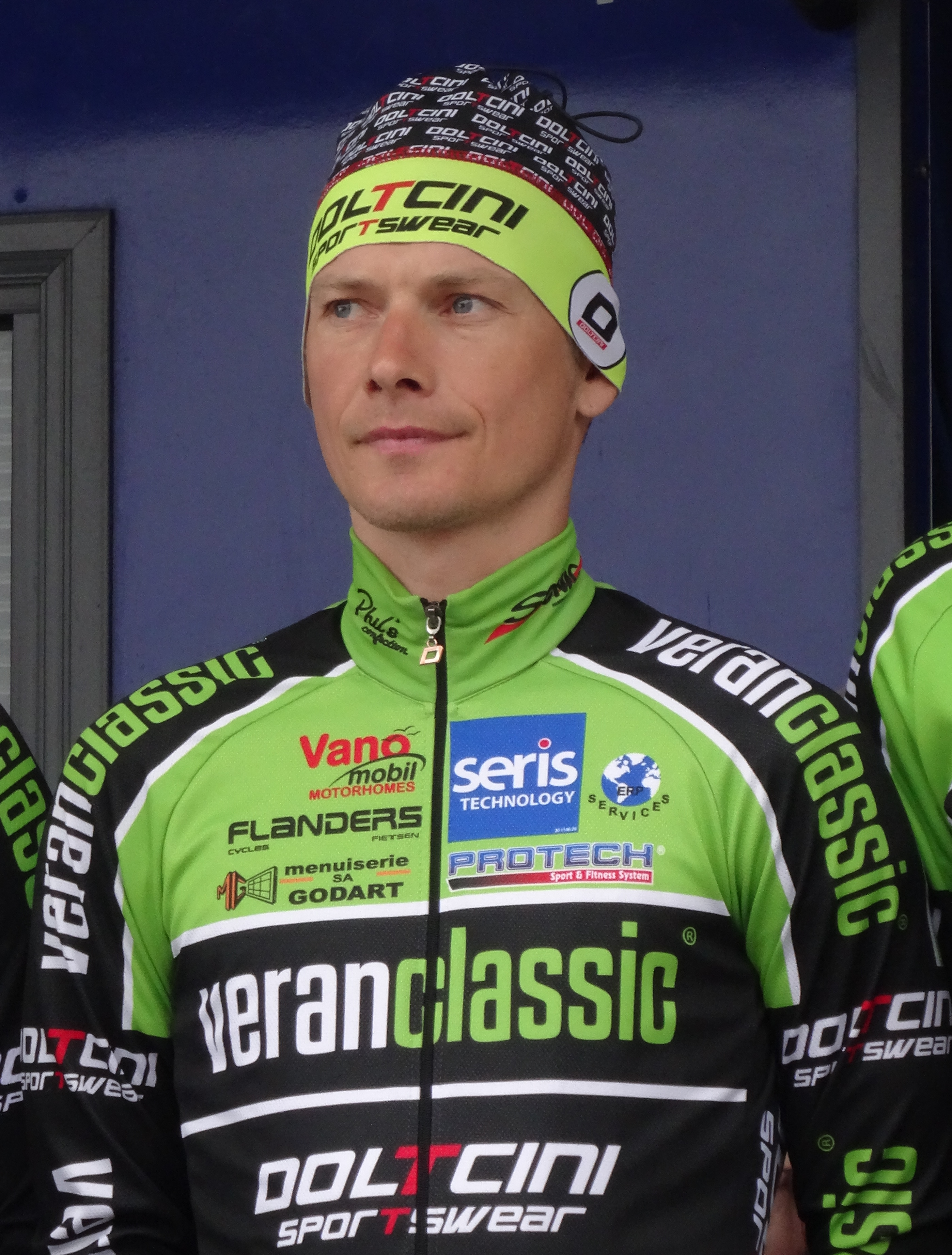
Gorik Gardeyn.
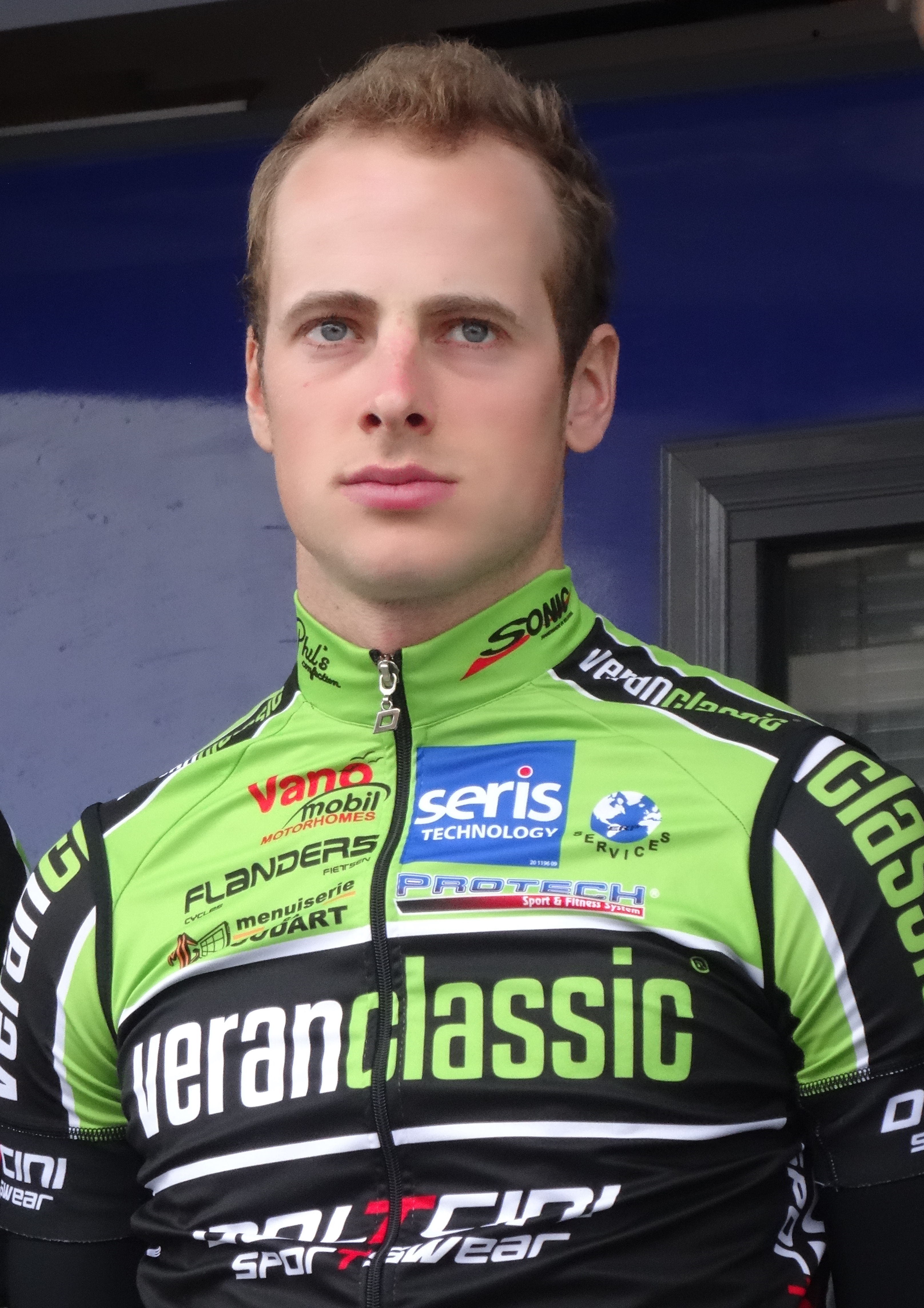
Tom Goovaerts.
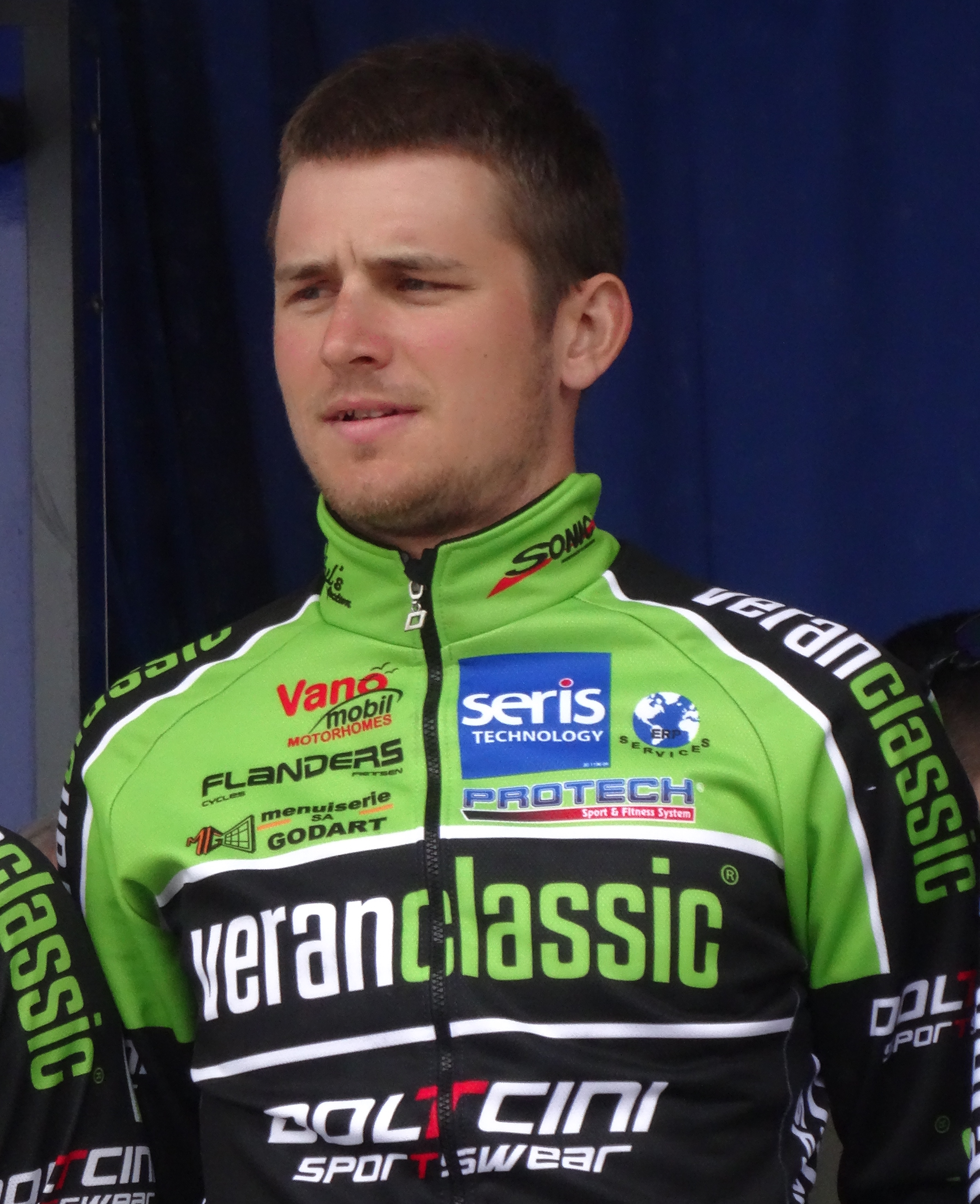
Cameron Karwowski.
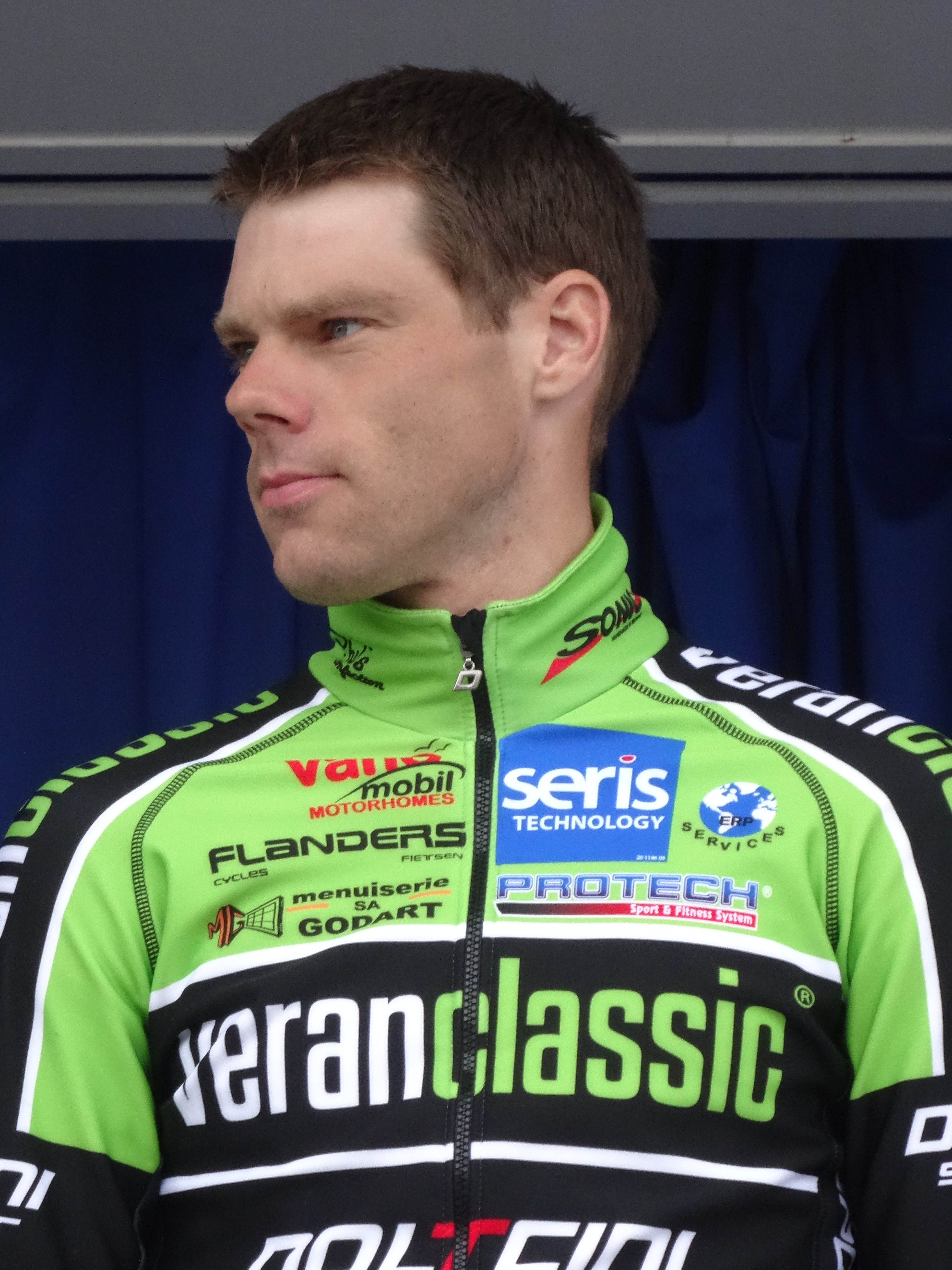
Wouter Mol.
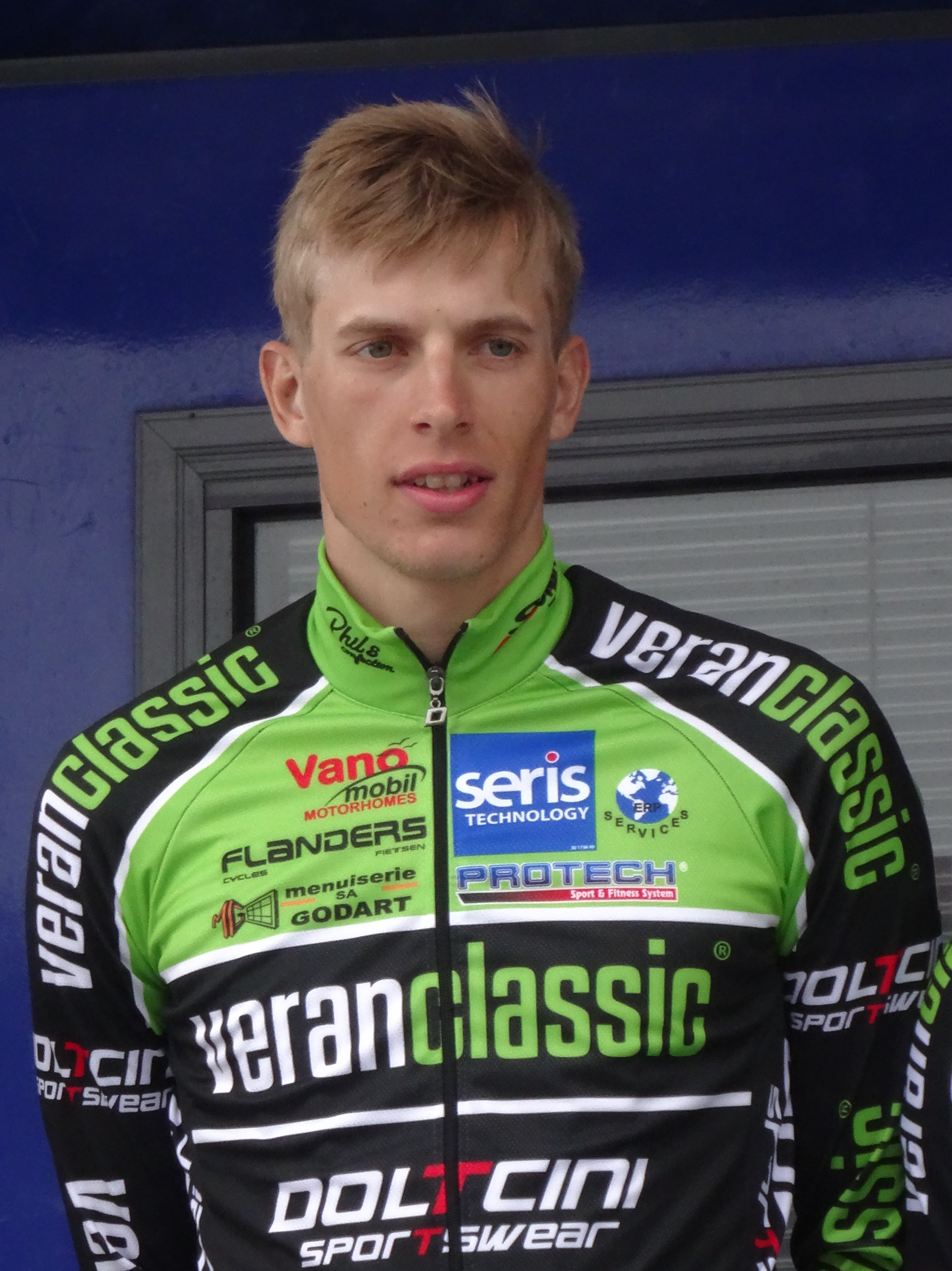
Rick Ottema.
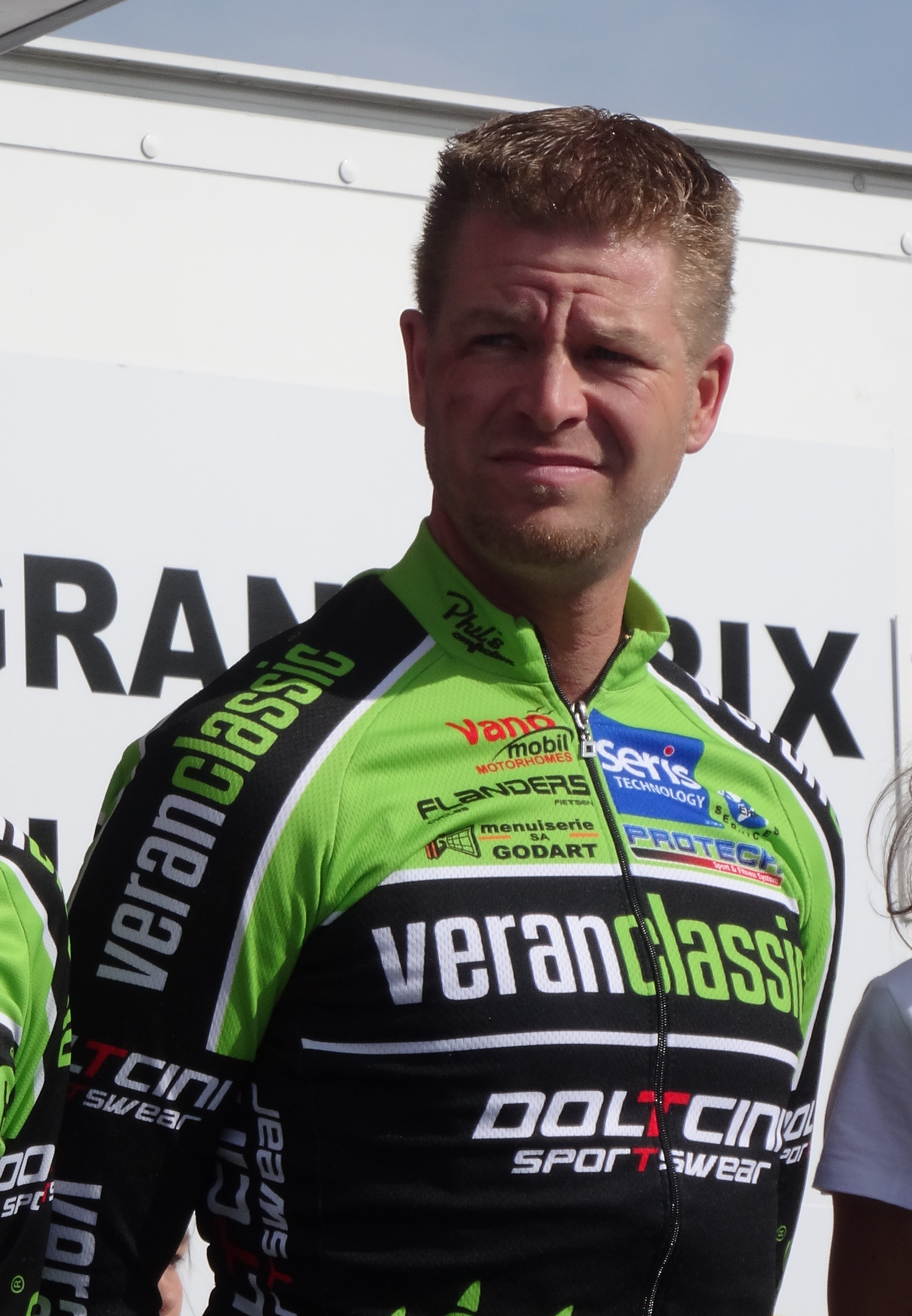
Sébastien Rosseler.
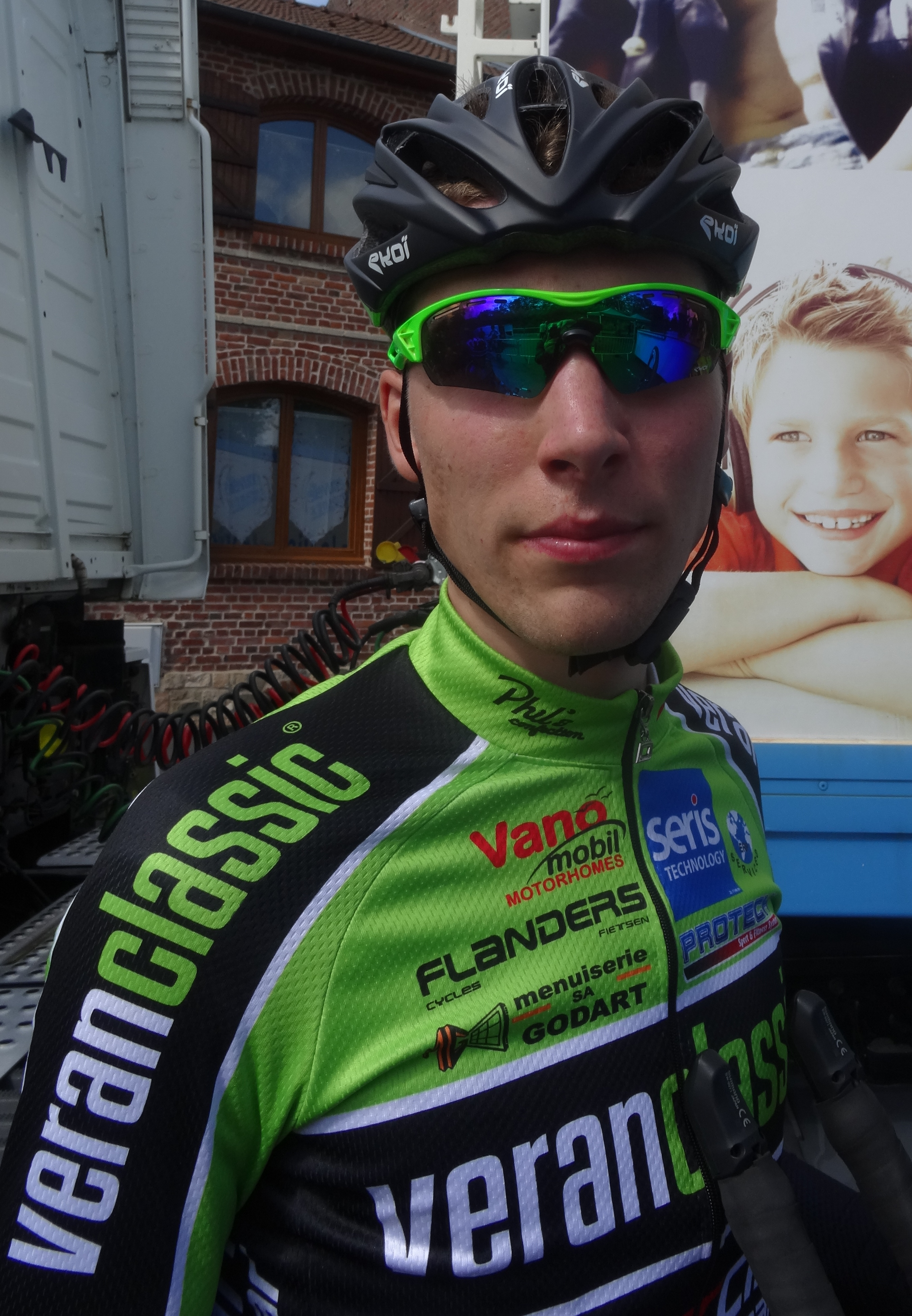
Bob Schoonbroodt.
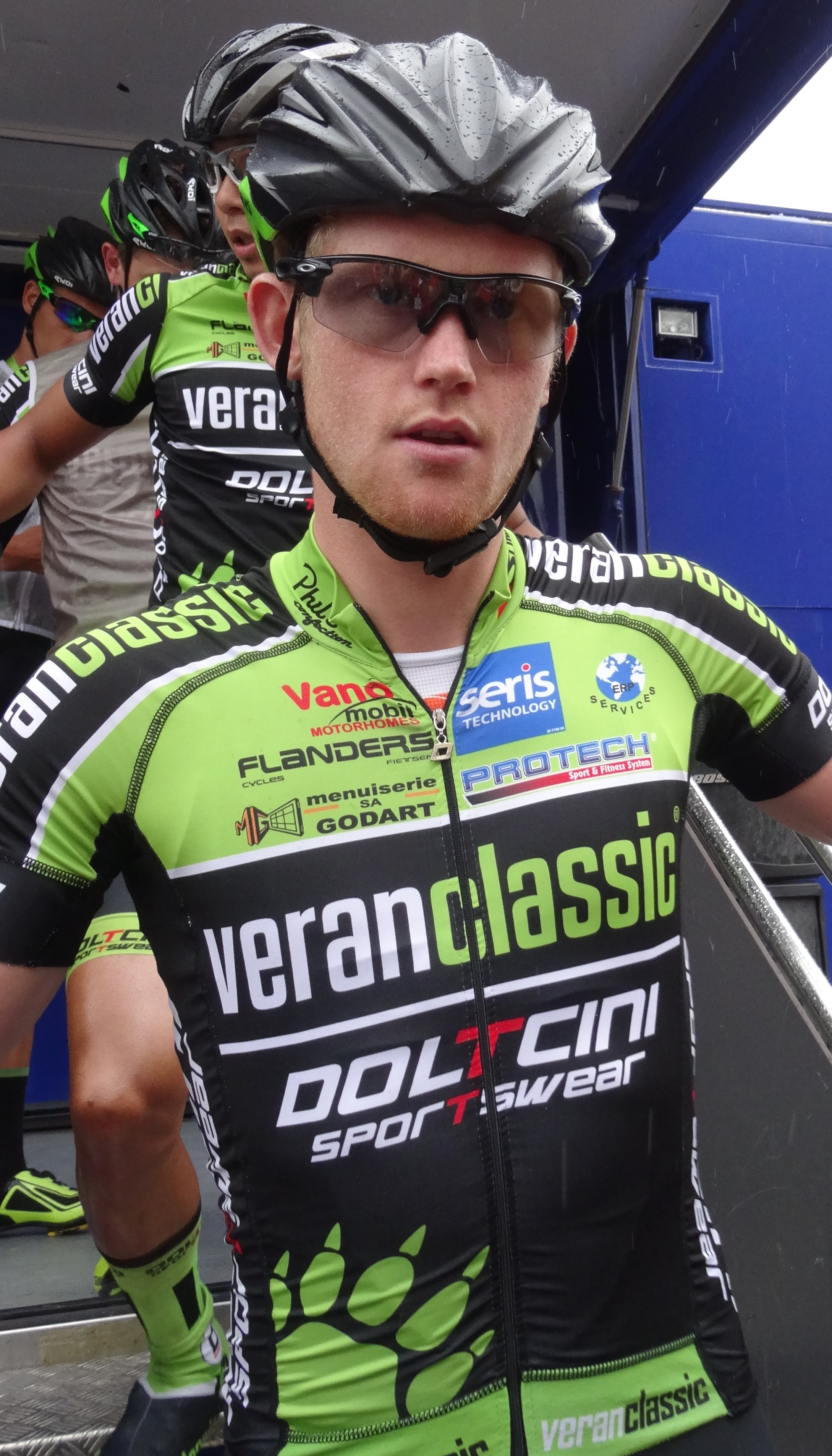
Hamish Schreurs.
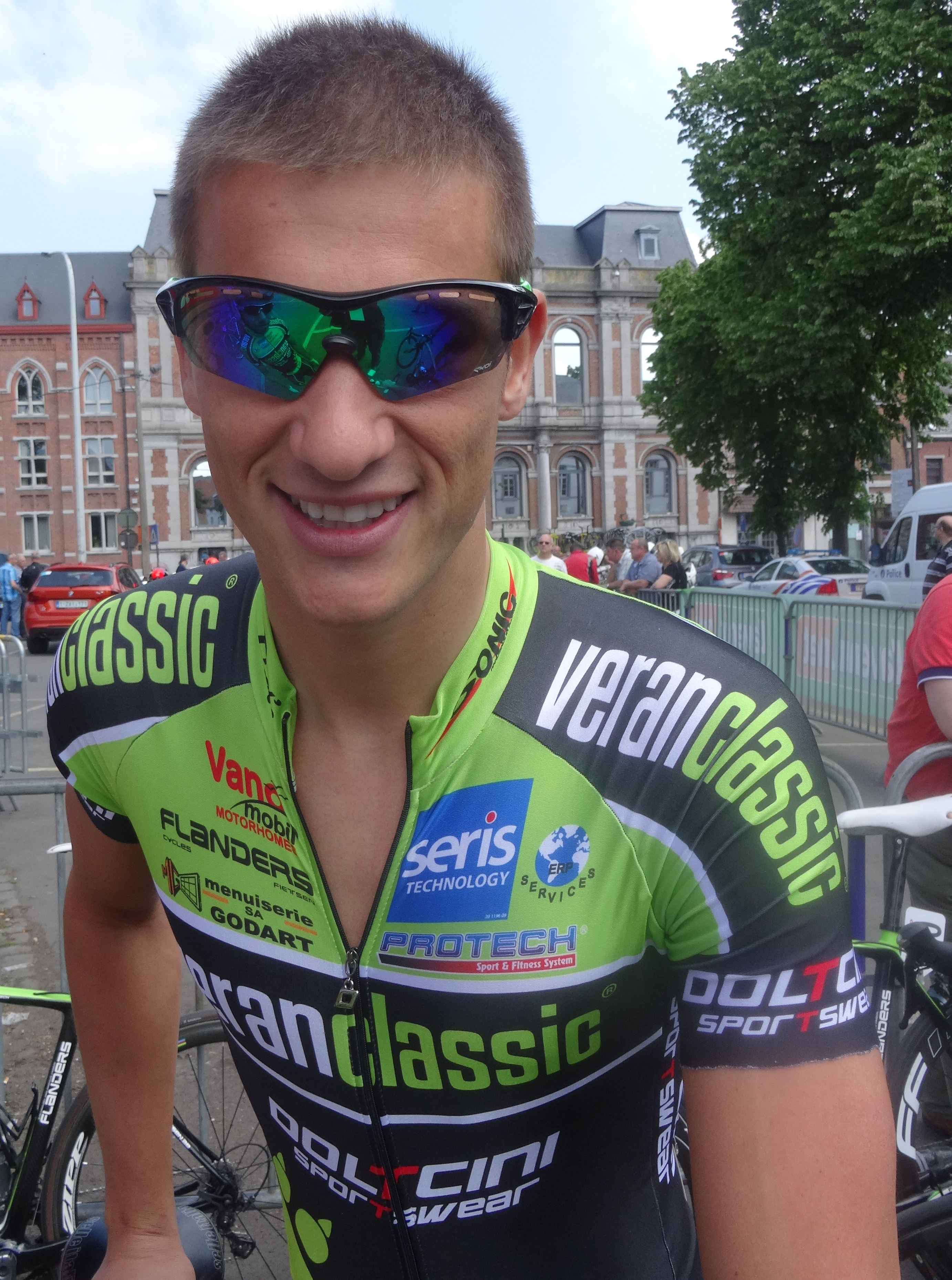
Joeri Stallaert.
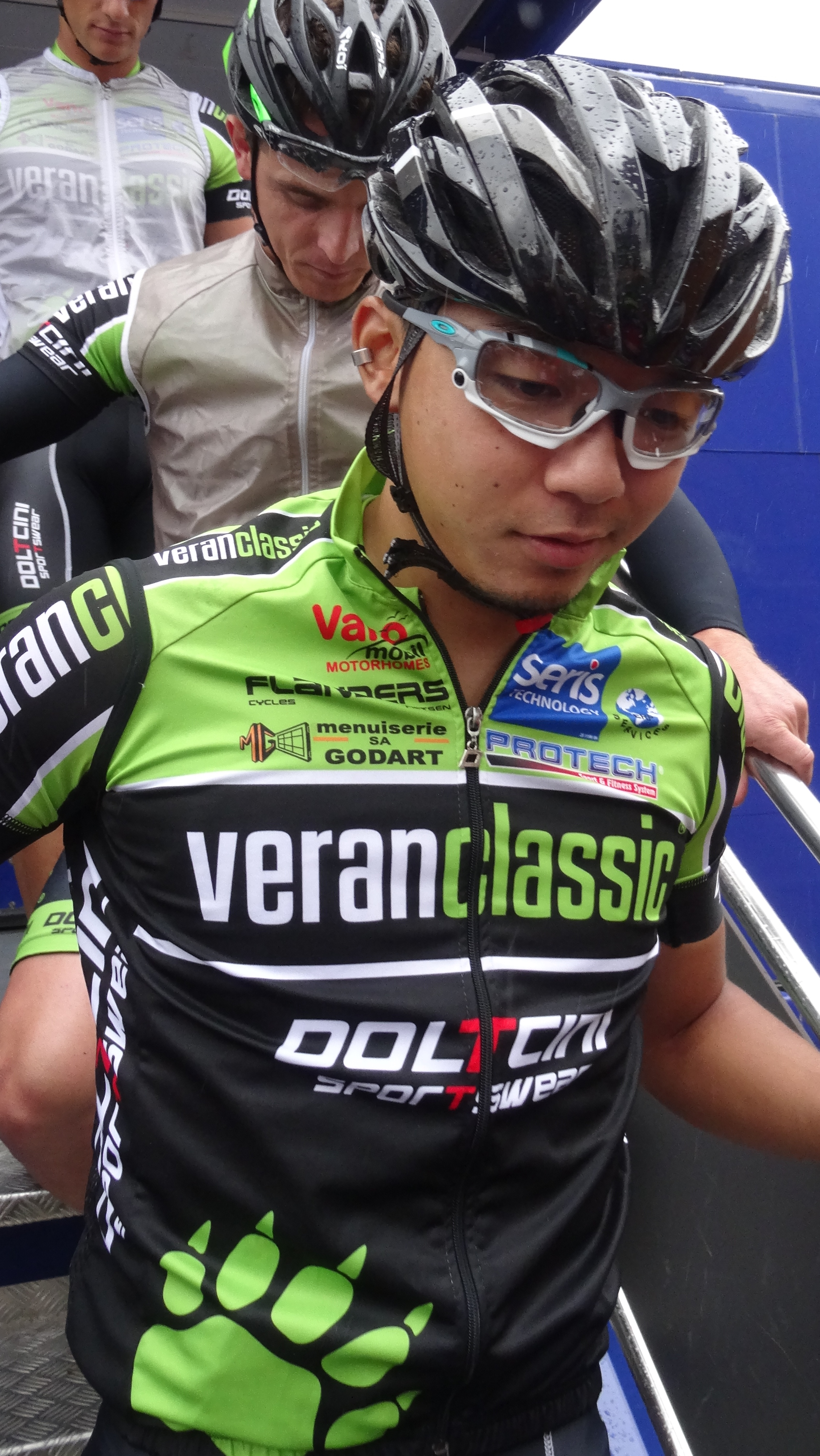
Yu Takenouchi.
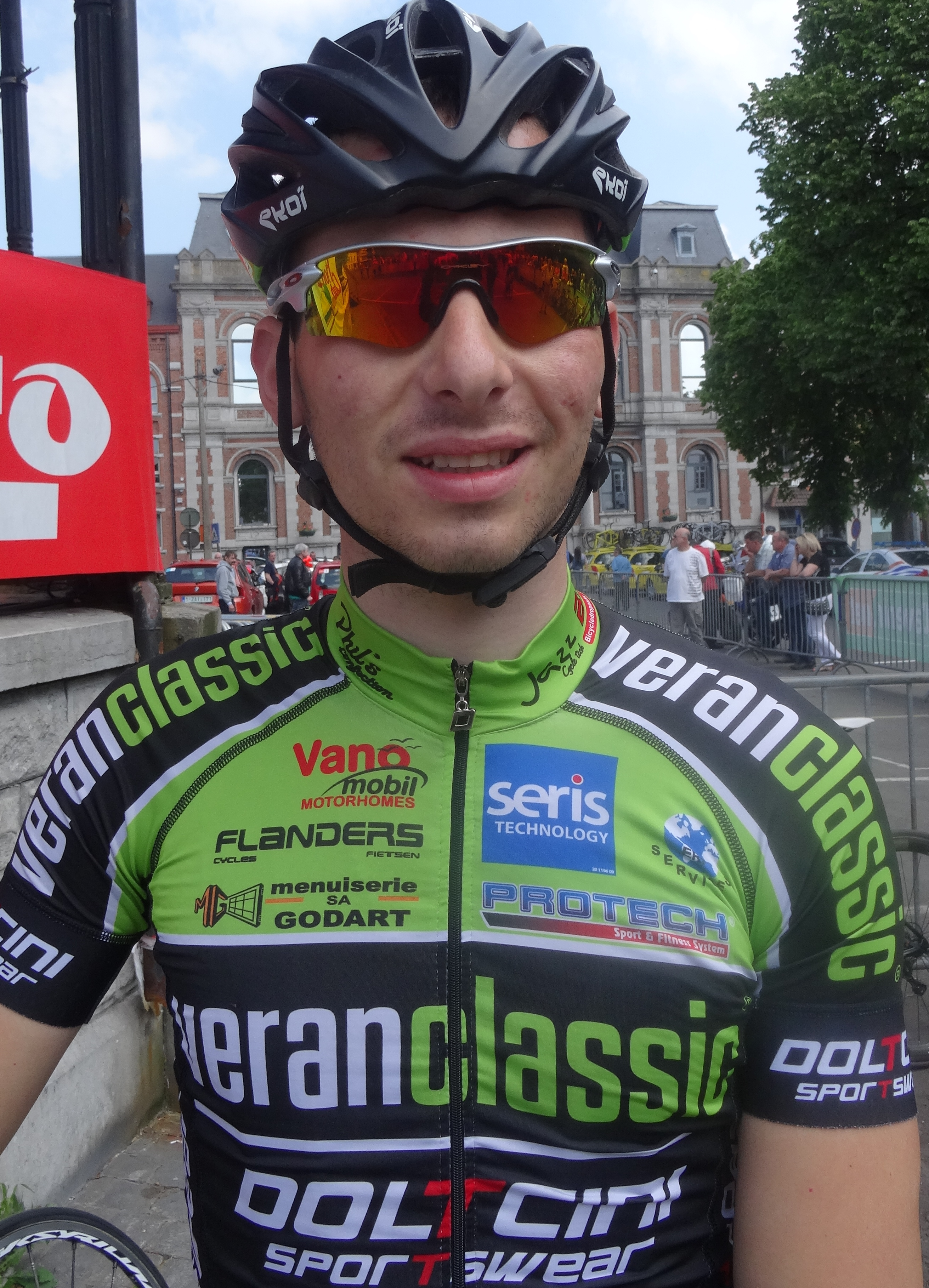
Francesco Van Coppernolle.
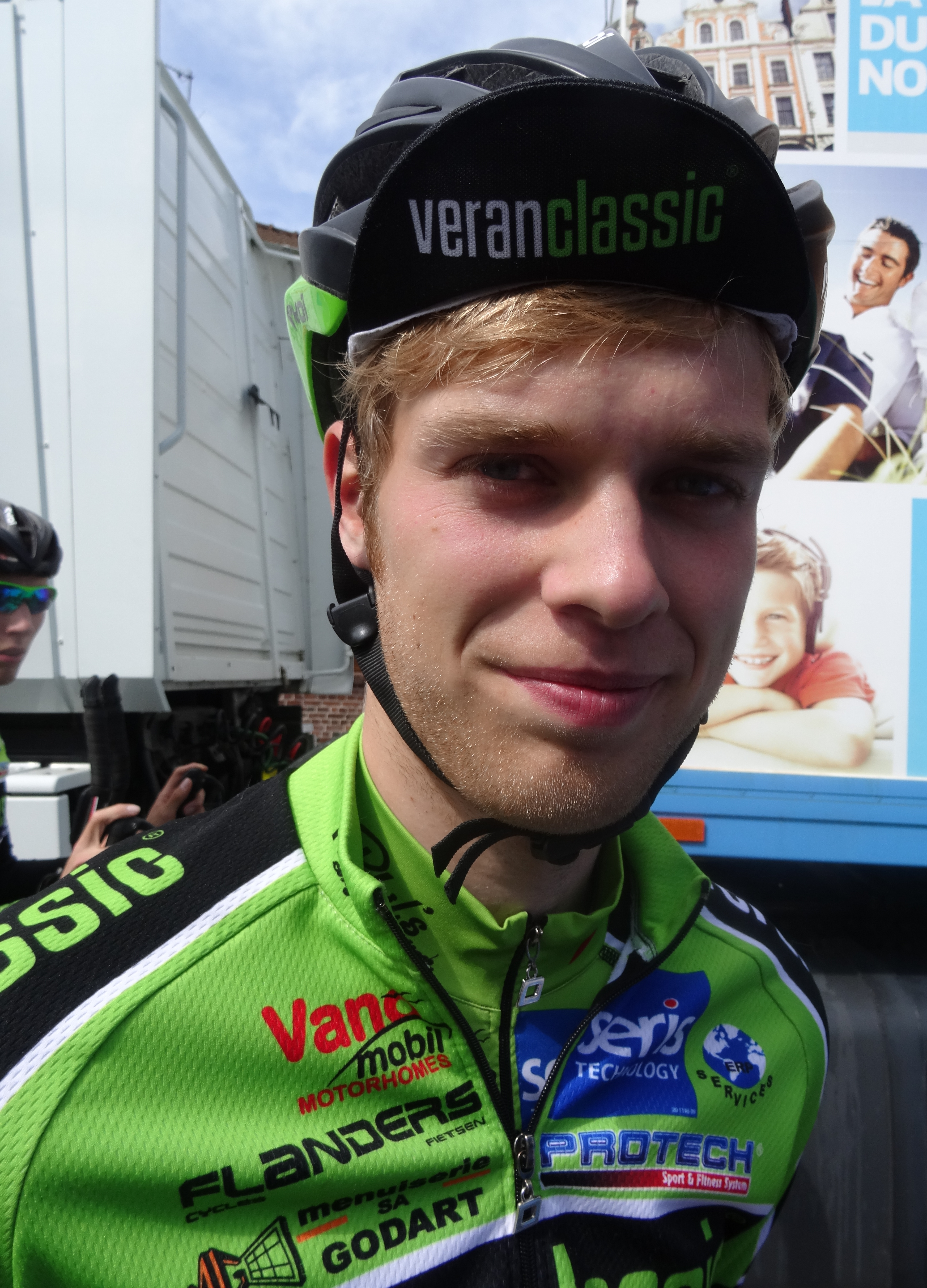
Frederik Vandewiele.
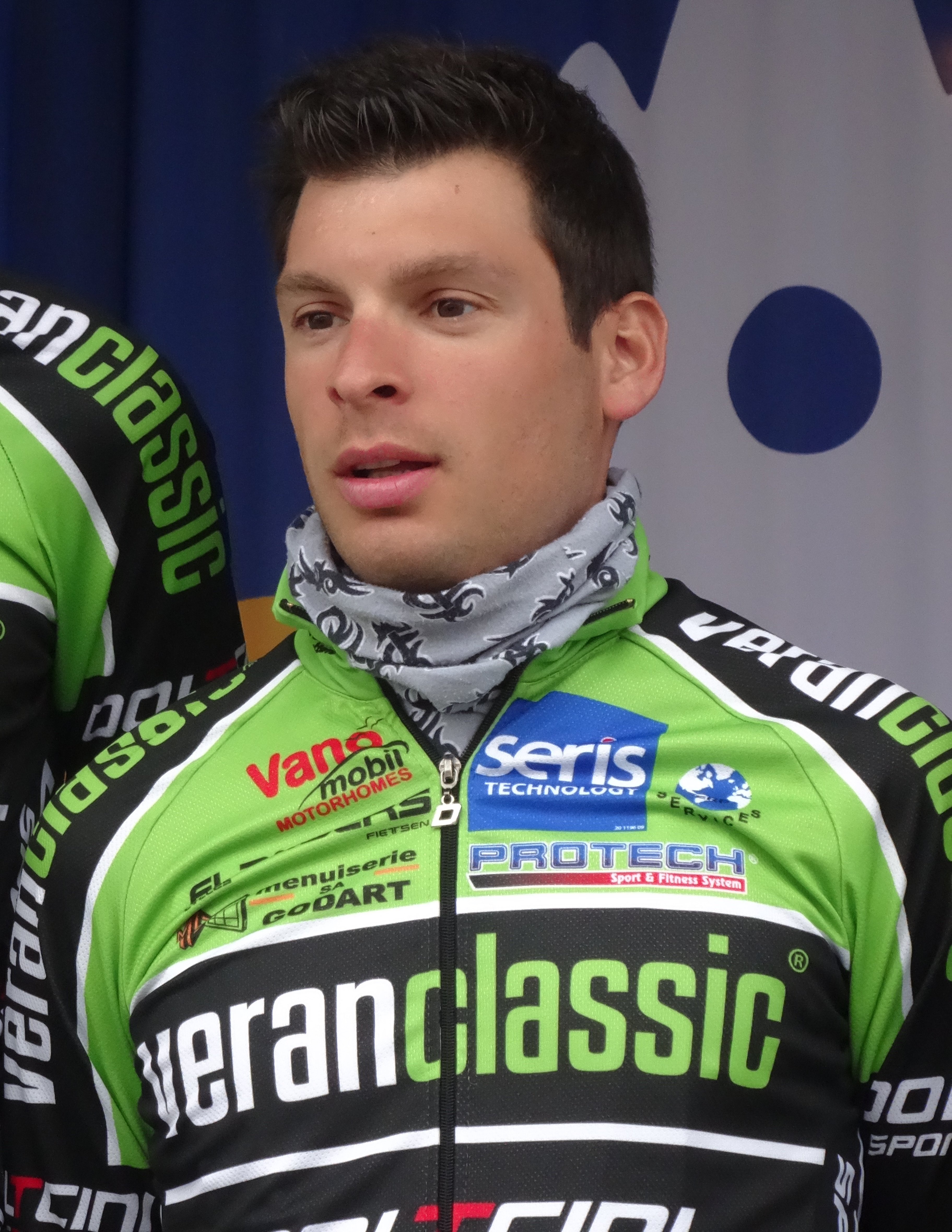
Sascha Weber.

## Bilan de la saison

### Victoires

#### Sur route
Aucune victoire UCI.

#### En cyclo-cross
| Date       | Course                              | Pays       | Classe | Vainqueur     |
| ---------- | ----------------------------------- | ---------- | ------ | ------------- |
| 01/01/2014 | Grand Prix Hotel Threeland, Pétange | Luxembourg | C2     | Sascha Weber  |
| 09/11/2014 | GGEW City Cross Cup (2), Lorsch     | Allemagne  | C2     | Sascha Weber  |
| 14/12/2014 | Championnat du Japon                | Japon      | CN     | Yu Takenouchi |
| 14/12/2014 | EKZ Tour #4, Eschenbach             | Suisse     | C1     | Sascha Weber  |

### Classements UCI

#### UCI Asia Tour
L'équipe Veranclassic-Doltcini termine à la 60e place de l'Asia Tour avec 32 points. Ce total est obtenu par l'addition des points des huit meilleurs coureurs de l'équipe au classement individuel, cependant seul un coureur est classé,.
| Rang | Coureur          | Points |
| ---- | ---------------- | ------ |
| 121  | Bob Schoonbroodt | 32     |

#### UCI Europe Tour
L'équipe Veranclassic-Doltcini termine à la 58e place de l'Europe Tour avec 174 points. Ce total est obtenu par l'addition des points des huit meilleurs coureurs de l'équipe au classement individuel, cependant seuls sept coureurs sont classés,.
| Rang  | Coureur           | Points |
| ----- | ----------------- | ------ |
| 148   | Joeri Stallaert   | 87     |
| 407   | Darijus Džervus   | 30     |
| 540   | Wouter Mol        | 18     |
| 563   | Cameron Karwowski | 16     |
| 604   | Sascha Weber      | 15     |
| 941   | Hamish Schreurs   | 5      |
| 1 014 | Gorik Gardeyn     | 3      |